# Bahia de tous les saints (film)
Pour les articles homonymes, voir Bahia de tous les saints.
Pour plus de détails, voir Fiche technique et Distribution.
Bahia de tous les saints (Jubiabá) est un film brésilien réalisé par Nelson Pereira dos Santos, sorti en 1986. C'est l'adaptation du roman du même nom écrit par Jorge Amado en 1935.

## Synopsis
La riche héritière blanche Lindinalva et l'orphelin noir Balduíno vivent une histoire d'amour. Ce dernier est sous la protection du sorcier Jubiabá.

## Fiche technique
- Titre original : Jubiabá
- Titre français : Bahia de tous les saints
- Réalisation : Nelson Pereira dos Santos
- Scénario : Nelson Pereira dos Santos d'après Jorge Amado
- Pays d'origine : Brésil
- Format : Couleurs - 35 mm - Stéréo
- Genre : drame
- Durée : 100 minutes
- Date de sortie : 1986

## Distribution
- Grande Otelo : Jubiabá
- Julien Guiomar : Luigi
- Charles Baiano : Baldo / Balduíno
- Catherine Rouvel : Amélie
- Romeu Evaristo : le gros
- Françoise Goussard : Lindinalva
- Betty Faria : madame Zaira
- Raymond Pellegrin : le commandeur
- Zezé Motta : Rozenda
- Henri Raillard : Gustavo